# Rudolf Greinz

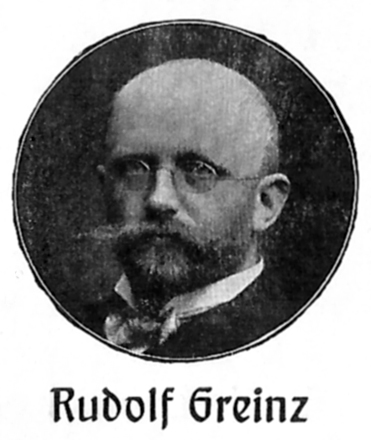
Rudolf Greinz

Rudolf Heinrich Greinz (* 16. August 1866 in Pradl bei Innsbruck; † 16. August 1942 in Innsbruck) war ein österreichischer Schriftsteller.

## Leben
Rudolf Greinz wurde als ältestes von fünf Kindern des Baurates Anton Greinz und seiner Ehefrau Maria geb. Kapferer geboren. Seine jüngeren Brüder Hugo (1873–1946) und Hermann (1879–1938) wurden ebenfalls Schriftsteller. 1879 zog die Familie nach Salzburg; dorthin war sein Vater versetzt worden.
1883 legte Rudolf Greinz am k.k. Staatsgymnasium in Salzburg die Matura ab. Anschließend studierte er Deutsche Sprache und Literatur, Klassische Philologie und Kunstgeschichte an den Universitäten Graz und Innsbruck. Krankheitsbedingt musste Greinz die vorgesehene wissenschaftliche Laufbahn aufgeben. Daraufhin entschied er sich für den Schriftstellerberuf. Als freier Schriftsteller ließ er sich in Meran nieder.
In Meran lernte Rudolf Greinz die aus einer bedeutenden jüdisch-britischen Familie stammende Zoe Basevi kennen, die Tochter eines dort als Rentier lebenden pensionierten Seeoffiziers, eine Großnichte des englischen Staatsmanns Benjamin Disraeli. 1899 heirateten sie. 1905 zog er mit seiner Familie nach Innsbruck. Dort arbeitete er an der Zeitschrift Der Föhn mit, gemeinsam mit Richard Wilhelm Polifka, Rudolf Brix und Franz Kranewitter. Seine Beiträge stießen allerdings zunehmend auf Kritik und Ablehnung seiner Schriftstellerkollegen, weswegen er 1911 nach München übersiedelte. Dort arbeitete er unter dem Pseudonym „Tuifelemaler Kassian Kluibenschädel“ an der Zeitschrift Jugend mit.
1934 starb seine Frau Zoe. Zwei Jahre darauf zog Rudolf Greinz auf den Ansitz Rosenegg in Aldrans, einem Dorf oberhalb von Innsbruck. Die „Villa Rosenegg“ hatte Greinz 1926 erworben, jedoch anfangs nur als Sommerfrische genutzt. Zahlreiche Reisen führten ihn zu Dichterlesungen im gesamten deutschen Sprachraum. 1939 stellte Greinz den Antrag auf Aufnahme in die Reichsschrifttumskammer, dem rückwirkend mit 1. Juli 1938 stattgegeben wurde.
Rudolf Greinz starb an seinem 76. Geburtstag. Seine Grabstätte befindet sich auf dem Friedhof in Ampass.

## Werk

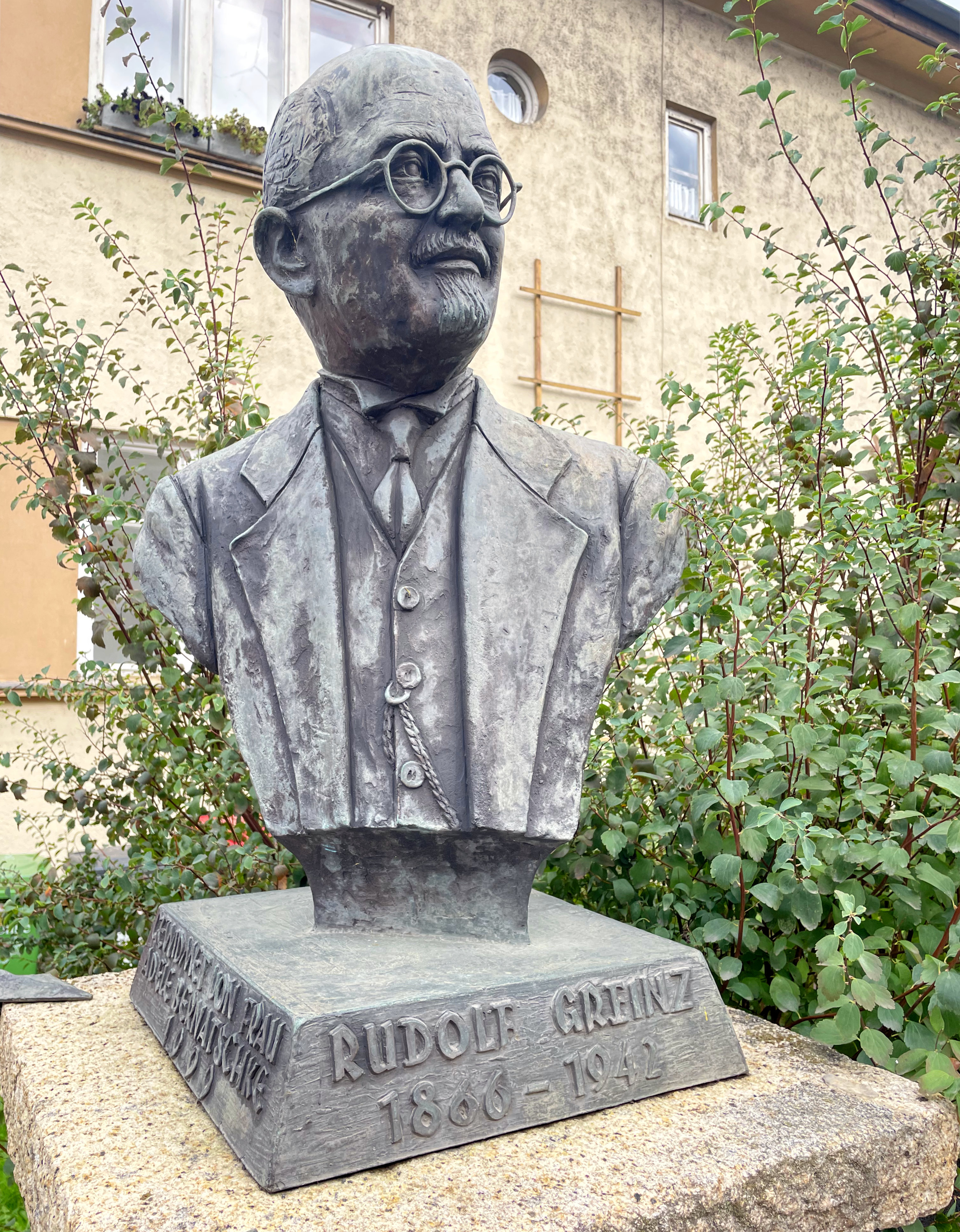
Büste von Rudolf Greinz in Innsbruck (2023)

Das Frühwerk von Rudolf Greinz erinnert an Ludwig Thoma. Bekannt wurde Greinz vor allem durch seine Romane, insbesondere durch historische Romane. Wie Rudolf Greinz selbst sind viele seiner Romanfiguren tief religiös geprägt. Sein Verhältnis zur Kirche war jedoch stets ambivalent. In seinen Schriften hielt er höheren Klerikern einen dem Nachfolge Jesu nicht gemäßen Lebenswandel und die Abkehr von den armen und einfachen Leuten vor. Kirchenkritisch ist z. B. der 1915 erschienene Roman Äbtissin Verena.
Seit 1912 erschienen seine Bücher im Verlag Ludwig Staackmann in Leipzig. Alfred Staackmann, dem Verlagsinhaber, war Greinz als Freund und als literarischer Berater verbunden. Beinahe im Jahresrhythmus legte Greinz einen neuen Roman, eine Sammlung von Erzählungen und/oder ein neues Bühnenstück vor. Insgesamt veröffentlichte Greinz zu Lebzeiten 132 Bücher, die Neuausgaben nicht gerechnet. Ein zeitgenössischer, damals vielgelesener Literaturführer nannte ihn – süffisant, aber nicht ganz unzutreffend – einen „Allerweltsmann, der Lyrik, Bauerngeschichten und Volksdramen nur so aus dem Ärmel schüttelt“. Seine Bücher erreichten – in der Summe – eine Millionenauflage. Allein sein Roman Allerseelen wurde mehr als 100.000 Mal verkauft. Greinz galt zumal außerhalb von Österreich, bei seinen Lesern in Deutschland und in den USA, als der typische Vertreter des heimatverbundenen, bodenständigen Schrifttums in Tirol.
Der Nachlass von Rudolf Greinz wird an der Universität Innsbruck verwaltet.
Gemeinsam mit seinem Onkel Josef August Kapferer hat Rudolf Greinz ab 1889 die Bändchen "Tiroler Volkslieder" und "Tiroler Schnadahüpfeln" in jeweils zwei Folgen zuerst beim Verlag Liebeskind in Leipzig, später bei Cotta in Stuttgart herausgegeben. Sie zählen zu den ersten Drucken mit Liedern aus Tiroler Überlieferung.

## Ehrungen
- Noch zu Lebzeiten benannte die Stadt Innsbruck die Rudolf-Greinz-Straße in Pradl nach ihm.
- Seit 1955 erinnert in der Wiener Donaustadt (22. Bezirk) die Greinzgasse an ihn.
- Im Kärntner Feld am See, wo sich Greinz wiederholt aufhielt, gibt es einen Rudolf-Greinz-Weg.

## Schriften (Auswahl)

### Romane
- Der jüngste Tag (1893)
- Der Herrenschreiber von Hall. Eine Tiroler Geschichte aus dem 16. Jahrhundert (1895)
- Die Rose von Altspaur. Eine Tiroler Geschichte aus dem 15. Jahrhundert (1896)
- Der Herr Expositus. Eine Hochlandlegende (1900)
- Der „Warjag“ (1904)
- Das stille Nest. Ein Tiroler Roman (1907)
- Das Haus Michael Senn. Ein Tiroler Roman (1909)
- Allerseelen. Tiroler Roman (1910)
- Gertraud Sonnweber (1912)
- Äbtissin Verena (1915)
- Die Stadt am Inn (1917) Digitalisat online
- Der Garten Gottes (1919) Digitalisat online
- Königin Heimat (1921) Digitalisat online
- Der Hirt von Zenoberg. Ein Margarethe-Maultasch-Roman (1922)
- Fridolin Kristallers Ehekarren (1923)
- Vorfrühling der Liebe (1924)
- Mysterium der Sebaldusnacht (1925)
- Die große Sehnsucht (1926) Digitalisat online
- Das Paradies der Philister (1927)
- Golgatha der Ehe (1929) Digitalisat online
- Der Turm des Schweigens (1930) Digitalisat online
- Dämon Weib (1931) Digitalisat online
- Das heimliche Leben (1932) Digitalisat online
- Regina Rautenwald (1933) Digitalisat online
- Der steile Weg (1940) Digitalisat online

### Erzählungen
- Wer steinigt sie? Eine Geschichte armer Leute (1887)
- Tiroler Leut. Berggeschichten und Skizzen (1892)
- Leni. Eine Tiroler Bauerngeschichte (1893)
- Das letzte Abendmahl. Eine Erzählung aus der Zeit Christi (1893)
- Die Steingruberischen. Der Kooperator. Zwei Tiroler Bauerngeschichten (1894)
- Über Berg und Tal. Ernste und heitere Geschichten aus Tirol (1899)
- Das goldene Kegelspiel. Neue Tiroler Geschichten (1905)
- Auf der Sonnseit’n. Lustige Tiroler Geschichten (1911)
- Rund um den Kirchturm. Lustige Tiroler Geschichten (1916)
- Bergheimat. Zwei Erzählungen aus Tirol (1918)
- Die Pforten der Ewigkeit. Legenden (1920)
- Der heilige Bürokrazius – eine heitere Legende (1922)
- Versunkene Zeit. Romantische Liebesgeschichten aus Tirol (1929) Digitalisat online

### Bühnenstücke
- Incognito. Schwank in drei Akten (1893)
- Zwergkönig Laurin. Schauspiel in vier Akten (1894)
- Die Kramerin von Weißenbach. Bauernposse mit Gesang und Tanz in einem Akt (1894)
- Der Sündenfall. Volksstück in vier Aufzügen (1894)
- Das Krippenspiel von der glorreichen Geburt unseres Heilands. Großes Volksschauspiel in sechs Bildern (1895)
- Der Märtyrer. Bühnenspiel in fünf Akten aus der Zeit der ersten Christen (1902)
- Die Thurnbacherin. Ein Tiroler Stück in drei Akten (1910)[14]
- Die Vergangenheit. Schauspiel in drei Aufzügen (1912)

### Lyrik
- Die Studenten. Burschikose Strophen à la Klapphorn (1885)
- Zithaschlag’n. Allahand Gsangaln und Gschicht’n aus Tirol (1890)

### Schriften zur Literatur
- Die tragischen Motive in der deutschen Dichtung seit Goethes Tode (1889)
- Heinrich Heine und das deutsche Volkslied (1894)
- Franz Stelzhamers Ausgewählte Dichtungen in oberösterreichischer Mundart. Herausgegeben und mit einer biographischen Einleitung und erklärenden Anmerkungen versehen von Rudolf Greinz (= Universal-Bibliothek 4644–4645), Philipp Reclam jun., Leipzig [ca. 1905?]

### Religiöse Schriften
- Moderne Erbsünden. Ein Zeitspiegel (1895)
- Christus und die Armen. Eine geharnischte Streitschrift (1895)
- Bauernbibel (1897); Neuausgaben ab 1907 unter dem Titel Tiroler Bauernbibel, Digitalisat online der Ausgabe von 1937

### Sonstige Schriften
- Meraner Spaziergänge (1894)
- Das Gymnasium oder die systematische Verdummung der Jugend (1895)
- Von Innsbruck nach Kufstein. Eine Wanderung durch das Unterinntal (1902)
- Marterln und Votivtaferln des Tuifelemalers Kassian Kluibenschädel. Zu Nutz und Frommen der verehrlichen Zeitgenossen (1905)

Außerdem gab Rudolf Greinz die Gedichte von Hermann von Gilm zu Rosenegg heraus, die Sammlung Unter dem Doppelaar. Kriegsnovellen aus Österreich (1915) sowie zahlreiche weitere Anthologien, insbesondere für Reclams Universal-Bibliothek, und literarische Jahrbücher, darunter das Taschenbuch für Bücherfreunde und Staackmanns Almanach.